# 醍醐寺
醍醐寺（だいごじ）は、京都市伏見区醍醐東大路町にある真言宗醍醐派の総本山の寺院。山号は深雪山ないし笠取山。本尊は薬師如来。上醍醐の准胝堂（じゅんていどう）は、西国三十三所第11番札所で本尊は准胝観世音菩薩。京都市街の南東に広がる醍醐山（笠取山）に200万坪以上の広大な境内を持ち、国宝や重要文化財を含む約15万点の寺宝を所蔵している。豊臣秀吉による「醍醐の花見」が行われた地としても知られている。「古都京都の文化財」として世界遺産に登録されている。

## 歴史

### 平安時代
平安時代初期の貞観16年（874年）に空海（弘法大師）の孫弟子にあたる聖宝（理源大師）が、自ら刻んだ准胝観音像ならびに如意輪観音像を上醍醐に祀って開創した。
延喜7年（907年）、醍醐天皇の発願により醍醐寺に薬師堂が建立され、薬師三尊が奉安された。その後、薬師三尊の奉安からまもなくして鎮護国家のために五大堂が建立されるとともに五大明王が奉じられた。
延長4年（926年）に下醍醐に釈迦堂（金堂）が建立され、同時期に笠取山全体を寺院に改装する計画が立てられた。
その改装事業は醍醐天皇の崩御後も朱雀天皇や村上天皇に受け継がれ、法華三昧堂が造設されるなどした。
天暦5年（951年）には村上天皇や藤原穏子の下で五重塔（国宝）が建立されている。
また、上記のような改装事業のほかにも伊勢国や尾張国、河内国などの荘園が勅旨田として醍醐寺に寄進され、経済的基盤も築かれた。
上記のようにして醍醐寺は躍進を遂げた。
しかし、躍進はそう長くは続かず、藤原穏子が死去したことを境に醍醐寺の躍進は止まった。
それ以降、醍醐寺は現状の維持に徹することとした。
また、醍醐寺は源氏の氏寺であったため、藤原穏子の死去と同時期に源氏が衰退したことも躍進が止まった原因の一つであると考えられている。

#### 院政
朝廷が院政を始めると、醍醐寺は朝廷に接近するようになり、座主の座を皇族に譲ることを慣例とした。
この判断は座主を中心に優秀な僧を輩出することに成功し、醍醐寺にとって転機となった。
優秀な僧を輩出したことは醍醐寺の法流である小野流が発展したことに大きく寄与した。
1084年に白河天皇の中宮であった藤原賢子が死去すると、その死を悲しんだ白河天皇が山上に円光院を建て、賢子の遺骨を納めた。また、遺骨を納めるとともに金銅の両界曼荼羅を奉納した。
白河天皇によって建立された円光院は広大な寺社領を有していたため、長い間醍醐寺の経済に影響を与え続けることとなった。
」

### 南北朝時代
南北朝時代には足利尊氏の帰依を一身に集めた賢俊座主や、足利義満から足利義教に至るまで室町幕府において黒衣の宰相といわれて重んじられた満済准后などを輩出している。しかし、応仁の乱が勃発すると当寺も兵火に巻き込まれ被害を受けて下醍醐は荒廃してしまい、五重塔のみが残されるだけとなってしまった。特に応仁の乱の最中だった室町時代の文明元年（1469年）10月には、周辺集落であるご境内の村民たちが寺に納める年貢を半分にする半済を要求して暴動を起こした際には、武装した僧兵たちが弾圧を行い、同月10日（11月13日）には首謀者たちを呪殺する目的での大規模な護摩祈祷が行われるなど、人心の荒廃も進行していった。

### 安土桃山時代
安土桃山時代に入り豊臣秀吉が中興の義演准后に帰依すると、秀吉は当寺で花見を行うこととし、境内整備の一環として秀吉によって三宝院が再興されるなどして伽藍が復興され始めた。こうして慶長3年（1598年）に醍醐の花見が盛大に行われた。
続いて豊臣秀頼によって伽藍の整備が行われ、慶長5年（1600年）には秀吉の代から行われていた金堂（国宝）の移築工事が完成、慶長10年（1605年）には西大門の再建、慶長11年（1606年）には如意輪堂、開山堂、五大堂（現存せず）の再建が次々と行われた。豊臣政権下での醍醐寺については、醍醐寺座主であった義演が著した『義演准后日記』に詳しい。

### 江戸時代
江戸時代には高演座主が山伏3千名を伴って二度にわたる大峯山入峰を行い、修験道の興隆を計った。

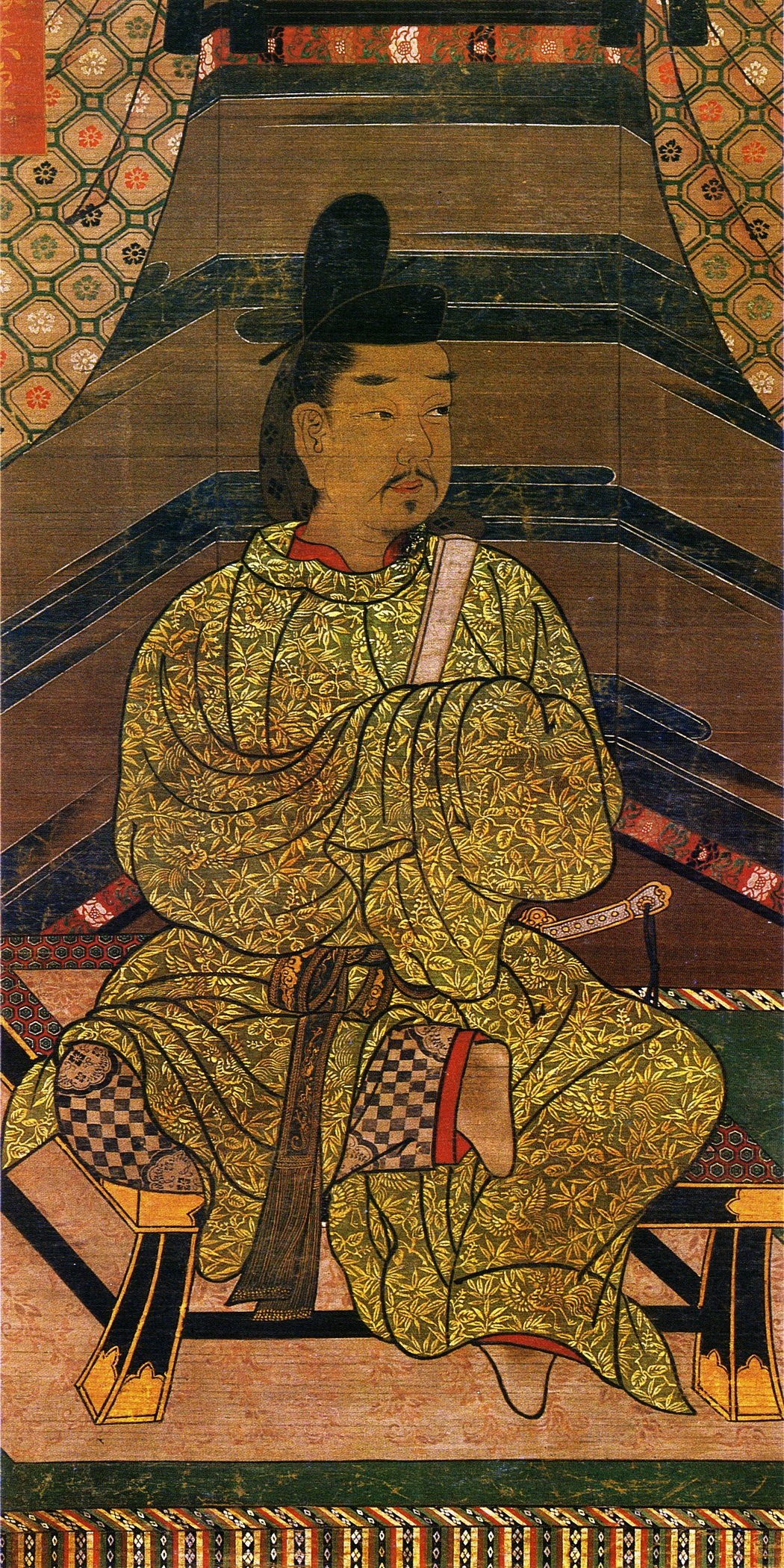
醍醐寺を愛でていたことで知られている醍醐天皇。醍醐天皇の諡号は醍醐寺からとられたものである。

### 明治時代
明治時代になると廃仏毀釈が行われて数多くの寺院が廃寺となり、寺宝が流失したりする中で、当寺はその寺宝を良く守り抜いて時代の荒波を切り抜けている。
1930年（昭和5年）には実業家の山口玄洞によって観音堂を中心とする大伝法院の諸堂が建立されている。
1935年（昭和10年）に霊宝館が開館している。1939年（昭和14年）8月、上醍醐を襲った山火事により短時間で経蔵と西国三十三所第11番札所の准胝堂が焼失するが、1968年（昭和43年）5月に准胝堂は再建された。

### 現代
1994年（平成6年）12月に世界遺産に登録されたが、翌1995年（平成7年）1月に兵庫県南部地震（阪神・淡路大震災）が発生し、その影響で五重塔、金堂などの漆喰が剥がれている。1997年（平成9年）9月に真如三昧耶堂が建立された。
2008年（平成20年）8月24日に落雷による火災で上醍醐の准胝堂が再び全焼した。焼失した准胝堂にあった西国三十三所札所本尊は、現在下醍醐の観音堂に仮に安置されている。

## 伽藍

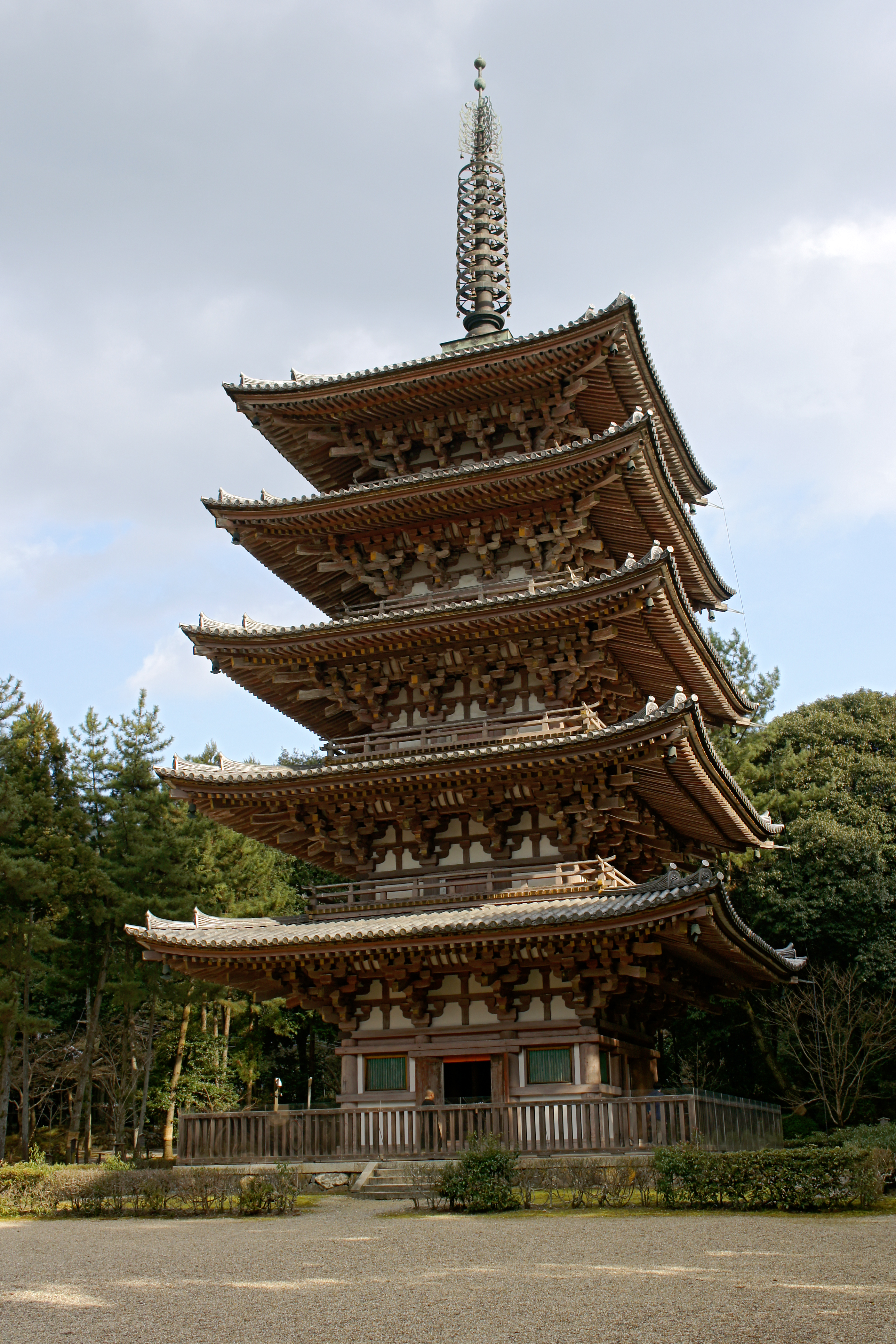
五重塔（国宝）

下醍醐と上醍醐は険しい山道で隔てられ、徒歩では1時間を要する。

### 下醍醐
本尊の薬師如来像を安置する金堂、三宝院などを中心に、上醍醐とは対照的に絢爛な大伽藍が広がっている。応仁の乱でほぼ全焼し、その後も焼失と再建を繰り返しているが、五重塔は創建当時のまま現在に残る。また五重塔内部の壁画も国宝に指定されており、壁画中の空海像は同人の肖像としては現存最古のものである。
- 金堂（国宝）
入母屋造本瓦葺き。正面7間、側面5間。平安時代後期の建立。豊臣秀吉の発願により紀伊国から移築したもので、慶長3年（1598年）から移築を開始し、秀吉没後の慶長5年（1600年）に秀頼の代になって落慶している。『紀伊名所図会』等によると、もともとは紀伊国有田郡湯浅（現・和歌山県有田郡湯浅町）の満願寺[注 2]本堂であった[12]。秀吉が紀州征伐を行った当時、湯浅一帯を支配していた白樫氏（紀伊守護畠山氏の家臣）が満願寺一帯を拠点にしており、その居城である白樫城（満願寺城）と共に焼き討ちされる予定であったが、醍醐寺座主であった義演が応仁の乱で大内氏に焼かれた醍醐寺金堂の再建をちょうど欲していたこともあり、満願寺の建築物を秀吉に差し出すことを条件にして焼き討ちが回避された経緯がある。部材には平安時代のものが残るが、堂が湯浅にあった鎌倉時代に改修を受けており、移築時の桃山時代の手法も混在する。組物が統一されておらず、正面が出三斗、側面と背面が平三斗という異例の意匠を持つのが特徴で、平三斗は創建当時のもの、正面の出三斗は鎌倉時代の補修の際に付け加えられたものと考えられている。立ちの高い入母屋屋根は近世風で、移築時の改修である。内部には本尊・薬師如来坐像（重要文化財）と日光菩薩・月光菩薩と四天王像を安置する。堂内は内陣と外陣（礼堂）の境に結界や間仕切りがなく、一体の空間とする点に特色がある。そもそもの醍醐寺金堂の創建は延長4年（926年）で、当初は「釈迦堂」と呼ばれていた。永仁年間（1293年 - 1299年）と文明年間（1469年 - 1487年）の2度焼失している[12]。
- 五重塔（国宝）
平安時代後期の天暦5年（951年）建立。承平元年（931年）にその前年に崩じた醍醐天皇の冥福を祈るために第三皇子の代明親王が発願し、穏子皇太后の令旨で建立が計画された。しかし、承平7年（937年）の代明親王薨去などの影響で工事は停滞し、その弟にあたる朱雀天皇が引き継ぐも、発願の20年後となる村上天皇治世の天暦5年（951年）に完成した。総高38メートル。うち相輪部が12.8メートルで、全体の3割以上を占める[8]。屋根の逓減率が大きく[注 3]、塔身の立ちが低いため、後世の塔のような細長い外見にはならない。創建以来修理を重ねたが、特に天正13年（1586年）の天正地震では一部の軒が垂れ下がるなどの甚大な被害を受けたため、豊臣秀吉の援助を受けて慶長3年（1598年）3月に修理が完成している。1950年（昭和25年）のジェーン台風でも被害を受け、1960年（昭和35年）に修理が完成した。京都府下最古の木造建造物であり、京都に残る数少ない平安時代建築として貴重であると共に、初重内部の両界曼荼羅と真言八祖を表した壁画も現存する平安絵画として重要であり[8]、塔本体とは別に「絵画」として国宝に指定されている。
- 清瀧宮本殿（重要文化財） - 永長2年（1097年）に上醍醐より分祀して創建。文明年間の兵火により焼失するが、永正14年（1517年）に再建された[16]。本殿の西側は塔頭・無量光院の跡地。
  - 拝殿 - 慶長4年（1599年）に義演准后により再建[16]。
- 不動堂 - 堂前で柴燈護摩が焚かれる[17]。
- 真如三昧耶堂 - 真如苑の開祖・伊藤真乗が興した密教法流「真如三昧耶流」を顕彰するため醍醐寺により1997年（平成9年）に建立された[15]。金色の涅槃像を祀る。もとは朱雀天皇の御願による法華三昧堂として天暦3年（949年）に創建されたものだが、享徳19年（1470年）に焼失している[18]。
- 祖師堂 - 向かって右に弘法大師（空海）、左に理源大師（聖宝）を祀る。慶長10年（1605年）9月に義演准后による建立[19]。
- 旧阿闍梨寮 - 1930年（昭和5年）に山口玄洞による建立[14]。現在は食事処として使われている。
- 旧伝法学院 - 1930年（昭和5年）に山口玄洞による建立[14]。
- 大伝法院 - 観音堂を中心とする一帯は大伝法院と呼ばれる。
  - 観音堂（旧・大講堂） - 1930年（昭和5年）に山口玄洞による建立[14]。本尊は丈六の阿弥陀如来坐像であるが、現在は焼失した上醍醐の准胝堂の西国三十三所札所が仮に移されており、「観音堂」と改称されて堂内に納経所[注 4] がある。入り口は向かって左後ろにある。
  - 弁天池
  - 弁天堂 - 1930年（昭和5年）に山口玄洞による建立[14]。林泉の北東岸に建てられている。
  - 庭園「無量寿苑」 - 池泉回遊式庭園。
  - 鐘楼 - 1930年（昭和5年）に山口玄洞による建立[14]。
  - 日月門 - 1930年（昭和5年）に山口玄洞による建立[14]。
- 西大門（仁王門）（京都府指定有形文化財） - 慶長10年（1605年）に豊臣秀頼により再建。仁王像（重要文化財）はもとは南大門に祀られていた像で、長承3年（1134年）に仏師の勢増と仁増によって造立された[13]。
- 三宝院 - 歴代座主が居住する本坊的な存在。永久3年（1115年）に醍醐寺第14世座主であった勝覚僧正により[20]金堂のすぐ西側に創建され、後に現在地に復興された。唐門と表書院は国宝。
  - 庭園（特別史跡・特別名勝） - 慶長3年（1598年）に豊臣秀吉が醍醐の花見に際して自ら基本設計をした庭[20]。
- 理性院 - 塔頭。別格本山。
- 修証殿
- 庭園「憲深林苑」 - 池泉回遊式庭園。
- 桜馬場
- 霊宝館 - 1935年（昭和10年）に開館。2001年（平成13年）10月にリニューアルされた。7万5千点以上の国宝や重要文化財を含む約10万点以上に及ぶ寺宝を収蔵している。
  - 本館
  - 平成館
  - 仏像棟
  - 醍醐大しだれ桜 - 樹齢180年。
- 恩賜館 - 1930年（昭和5年）以降に昭和大礼で楽官休所として使われた建物を移築したもの。現在は食事処として使われている[21]。
- 報恩院 - 塔頭。もとは上醍醐にあった極楽坊で醍醐寺第35世座主憲深僧正が活動拠点とし、報恩院と院名を改めた。後宇多法皇の命で下醍醐に移転し、明治時代に現在地に移る[22]。
- 光台院 - 塔頭。
- 伝法学院
- 黒門
- 南門
- 総門

下醍醐の伽藍
- 総門
- 三宝院唐門（国宝）
- 西大門（仁王門）
- 清瀧宮本殿（重要文化財）
- 清瀧宮拝殿
- 不動堂
- 真如三昧耶堂
- 祖師堂
- 日月門
- 鐘楼堂
- 観音堂
- 弁天堂
- 秋の弁天堂

### 上醍醐

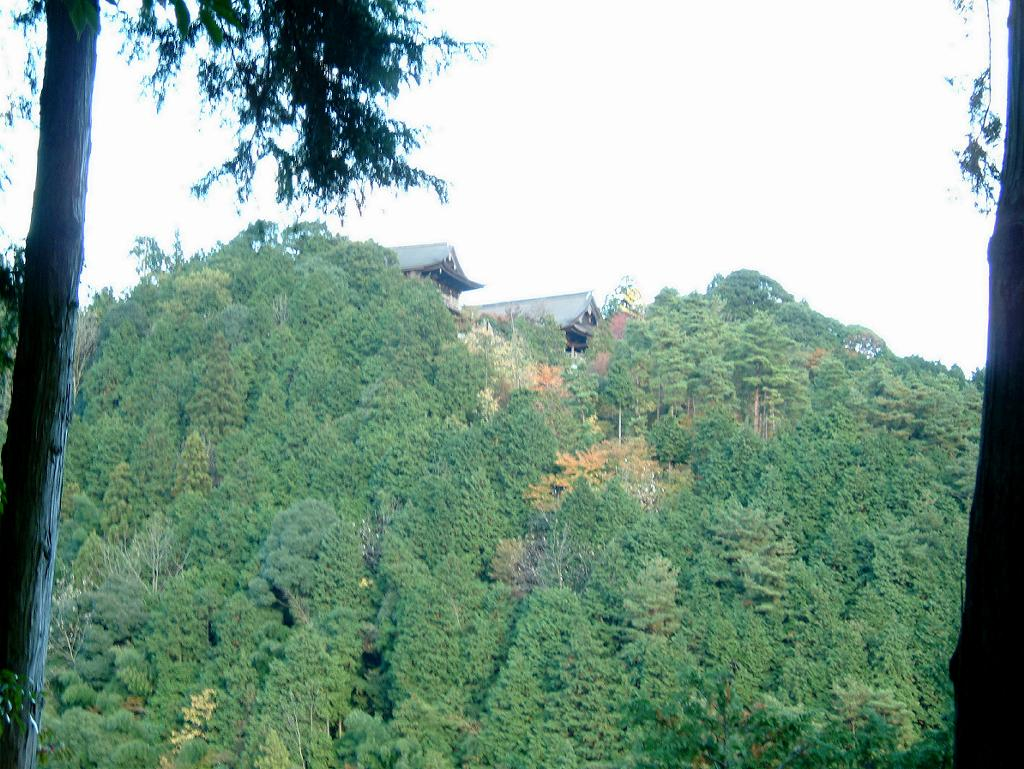
山頂に並ぶ開山堂と如意輪堂

長らく西国三十三所第11番札所が存在し、西国一険しい札所として知られた。上り口にはかつて女人結界があったことから女人堂が置かれ、そこから険しい山間に入る。平安時代当時のまま残る国宝の薬師堂、醍醐寺の鎮守神である清瀧権現拝殿、准胝堂跡、五大堂などが立ち並ぶ。上醍醐には有名な「醍醐水」が今も湧き出ている他、醍醐山山頂（標高450m）には、如意輪堂と開山堂が並ぶ。山頂から笠取山に向かう途中に奥の院がある。
- 女人堂（成身院）（京都府指定有形文化財） - 江戸時代初期の再建。上醍醐への入山料の支払所がある。これより19丁（約2.1km）、約1時間の軽登山となる。
- 花見御殿跡 - 槍山と呼ばれるこの場所でも「醍醐の花見」が行われた。
- 音羽魔王大権現社
- 摂受庵 - 客殿と寺務所。
- 清瀧宮本殿 - 寛治2年（1088年）12月の創建。空海が唐の都長安の青龍寺から勧請した密教の守護神（清瀧権現）を祀った醍醐寺の鎮守社。1939年（昭和14年）焼失、1957年（昭和32年）再建。
  - 拝殿（国宝） - 室町時代の永享6年（1434年）に再建。懸造となっている。
- 横尾大明神
- 醍醐水 - 聖宝が感得し、醍醐寺の名前の由来となったといわれる霊泉。
- 准胝堂跡 - 貞観18年（876年）、聖宝によって如意輪堂と共に創建された。西国三十三所第11番札所。1968年（昭和43年）に再建された堂は落雷により2008年（平成20年）8月24日に焼失した。再建までの間は西国札所は下醍醐の観音堂（大講堂）に仮に移されており、納経も下醍醐だけで行っている。
- 柏木稲荷大明神
- 薬師堂（国宝） - 醍醐天皇の勅願により、聖宝が延喜13年（913年）に天皇の御願堂として創建した。現存の堂は保安2年（1121年）の再建。入母屋造、檜皮葺き。正面5間、側面4間。側面の柱間4間のうち、中央の2間が狭く、前寄りと後寄りの各1間が広いのは珍しい。内部には薬師三尊像（国宝）、閻魔天像、帝釈天像、千手観音像（以上は重要文化財）などを安置していたが、現在は全て下醍醐の霊宝館に移されている。
- 五大堂 - 聖宝が鎮護国家の祈願道場として延喜13年（913年）に創建。慶長11年（1606年）に豊臣秀頼によって再建された。現在の堂は1940年（昭和15年）の再建。
- 聖宝像
- 観賢像
- 役小角像
- 鐘楼
- 如意輪堂（重要文化財） - 貞観18年（876年）、聖宝によって准胝堂と共に創建された。慶長11年（1606年）に豊臣秀頼により再建。懸造となっている。
- 開山堂（重要文化財） - 延喜11年（911年）に醍醐寺初代座主であった観賢によって創建。当初は「御影堂」と呼ばれていたが後に焼失。鎌倉時代に再建されるが荒廃し、慶長11年（1606年）に豊臣秀頼により再建。内陣の厨子には理源大師（聖宝）坐像などが安置されている。
- 白山社（縁結白山大権現）（京都府指定有形文化財）
- 地蔵堂
- 白河天皇皇后賢子上醍醐陵 - 宮内庁の管理下にある。
- 奥の院・洞窟 - 開山堂の奥にある一の鳥居から二の鳥居、三の鳥居を経て約30分、左へ少し行くと浅い洞窟の奥の院、右へ進むと「東の覗き」で下は断崖絶壁となっている。

上醍醐の伽藍
- 女人堂
- 摂受庵
- 音羽魔王大権現社
- 横尾大明神
- 清瀧宮本殿
- 清瀧宮拝殿（国宝）
- 清瀧宮拝殿（国宝）南側から
- 醍醐水
- 准胝堂（落雷により焼失）
- 薬師堂（国宝）
- 五大堂
- 縁結白山大権現
- 如意輪堂と開山堂（手前）
- 如意輪堂（重要文化財）
- 開山堂（重要文化財）
- 白河皇后陵

## 年中行事
様々な行事が毎月行われている。屋外での壮大な柴燈護摩（さいとうごま）は聖宝が始めたと伝わり、醍醐寺でも折々に行われる。五大明王の功徳を讚える2月23日の「五大力尊仁王会」（ごだい・りきそん・にんのう・え）は、150kg（女性は90kg）という巨大な鏡餅を持ち上げる力比べが行われることで有名であり、当日に備えて練習に励む信徒もいる。豊臣秀吉の「醍醐の花見」にちなむ豊太閤花見行列（4月第二日曜日）、施餓鬼法要などからなる8月の万灯会（まんとうえ）なども多くの参拝者や観光客が訪れる。

## 文化財

### 国宝
建造物
- 金堂
- 五重塔
- 清滝宮拝殿（上醍醐）
- 薬師堂（上醍醐）
- 三宝院唐門
- 三宝院表書院

絵画
- 絹本著色五大尊像
- 絹本著色文殊渡海図
- 絹本著色訶梨帝母像
- 絹本著色閻魔天像
- 五重塔初重壁画（板絵著色）18面
  - 両界曼荼羅図 心柱覆板絵4、羽目板絵7
  - 真言八祖像（善無畏を欠く）羽目板絵7
  - 附 両界曼荼羅図（旧四天柱絵2本、羽目板絵断片4面）
- 紙本著色絵因果経

彫刻
- 木造薬師如来及両脇侍像（旧上醍醐薬師堂安置）
- 木造虚空蔵菩薩立像[25]

書跡・典籍、古文書
- 大日経開題 弘法大師筆
- 後宇多天皇宸翰当流紹隆教誡（三通）

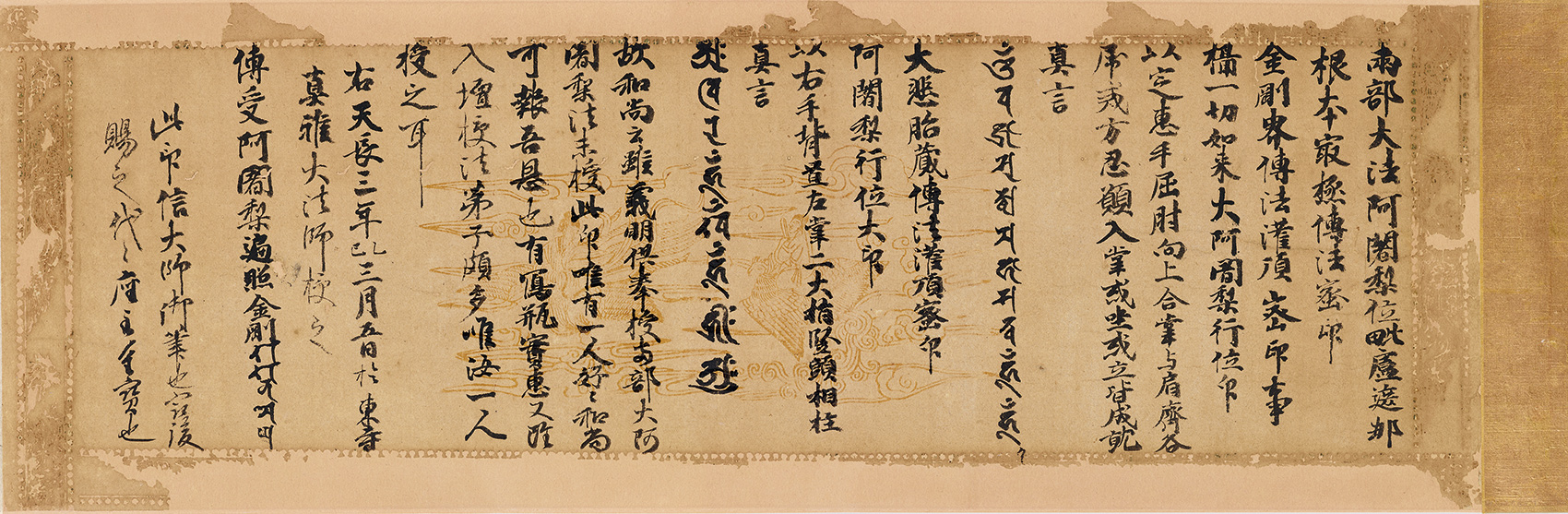
『後醍醐天皇宸翰天長印信（蠟牋）』（後醍醐天皇・文観房弘真、国宝）

- 後醍醐天皇宸翰天長印信（蠟牋）（後醍醐天皇筆・文観房弘真料紙装飾・奥書）
- 狸毛筆奉献表 伝弘法大師筆
- 理源大師筆処分状
- 醍醐寺文書聖教（もんじょしょうぎょう） 69,378点[26][注 5]
- 宋版一切経 6,102帖（附 経箱604合） - 2017年度国宝指定[28][29]

### 重要文化財
建造物
- 清滝宮本殿（下醍醐）
- 如意輪堂（上醍醐）
- 開山堂（上醍醐）
- 三宝院殿堂（玄関、勅使の間・秋草の間・葵の間、庫裏、宸殿、純浄観、護摩堂）
- 三宝院宝篋印塔

絵画
- 絹本著色阿弥陀三尊像
- 絹本著色大日金輪像（1902年重文指定、98.2×60.9 cm）
- 絹本著色大日金輪像（1941年重文指定、96.4×83.3 cm）
- 絹本著色虚空蔵菩薩像
- 絹本著色地蔵菩薩像
- 絹本著色普賢延命像
- 絹本著色弥勒菩薩像
- 絹本著色大元帥明王像（卅六臂、八臂、四臂）3幅・毘沙門天像・伝釈迦曼荼羅図・虚空蔵曼荼羅図（大元帥法本尊像）
- 絹本著色愛染明王像
- 絹本著色金剛夜叉明王像
- 絹本著色大威徳明王像
- 絹本著色五秘密像
- 紙本墨画不動明王像 5幅
- 紙本墨画密教図像 39点（明細は後出）
- 絹本著色山水屏風 六曲屏風一隻
- 絹本著色仁王経曼荼羅図
- 絹本著色般若菩薩曼荼羅図
- 絹本著色弥勒曼荼羅図
- 絹本著色両界曼荼羅図
- 絹本著色六字経曼荼羅図
- 紺絹金泥六字経曼荼羅図
- 紙本著色十巻抄（第十巻補写）
- 絹本著色満済像（土佐行広筆、自賛及び永享六年の自筆開眼供養裏書）、絹本著色義賢像、絹本著色義堯像（天正十三年義演の開眼供養裏書）、絹本著色義演像（寛永四年堯円の開眼供養裏書）、絹本著色覚定像[30][31]
- 金地著色扇面散図 伝俵屋宗達筆 二曲屏風一双
- 金地著色舞楽図 俵屋宗達筆 二曲屏風一双
- 紙本著色調馬図 六曲屏風一双
- 紙本墨画芦鴨図 俵屋宗達筆（二面衝立）
- 三宝院障壁画 72面（明細は三宝院の項を参照）

彫刻
- 木造薬師如来及両脇侍像（金堂安置）
- 銅造阿弥陀如来坐像
- 木造阿弥陀如来坐像
- 木造千手観音立像
- 木造如意輪観音坐像
- 木造地蔵菩薩立像

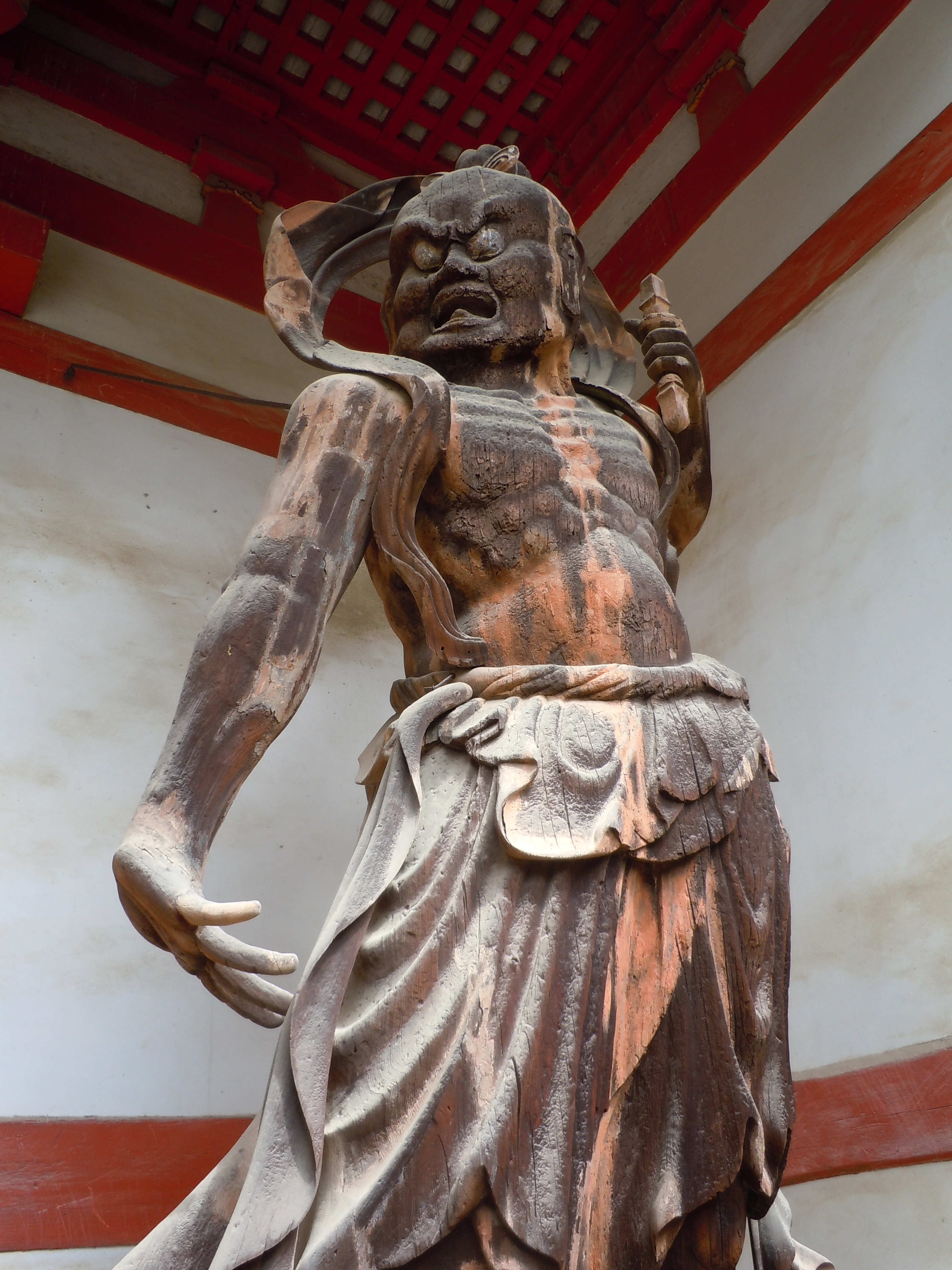
木造金剛力士立像

- 木造弥勒菩薩坐像 快慶作（三宝院本堂安置）
- 木造閻魔天騎牛像
- 木造吉祥天立像
- 木造金剛力士立像（所在西大門） - 長承3年（1134年）造立
- 木造帝釈天騎象像
- 木造五大明王像（旧三宝院護摩堂安置）
- 木造不動明王坐像 快慶作
- 木造不動明王坐像
- 木造五大明王像（上醍醐五大堂安置）[注 6]
- 木造理源大師坐像（開山堂安置）

工芸品
- 金銅仏具（如意、九鈷杵、五鈷鈴、金剛盤）
- 金銅両界曼荼羅
- 石燈籠 弘安八年（1285年）銘（上醍醐清滝宮本殿前）
- 線刻阿弥陀五仏鏡像
- 線刻如意輪観音等鏡像
- 鍍金輪宝羯磨紋戒体筥
- 沃懸地螺鈿説相箱（いかけじらでんせっそうばこ） 一双
- 螺鈿如意

書跡・典籍、古文書
| - 浄名経集註 巻第九（黄紙） - 紺紙金泥般若心経 後奈良天皇宸翰 - 孔雀経音義 真寂法親王撰 3帖 天永二年書写奥書 - 諸寺縁起 18帖 うち3帖に建永二年奥書 - 多羅葉記 心覚撰 3帖 建保三年及文暦二年書写奥書 - 大唐西域記 巻第十一、巻第十二 2巻 建保二年書写奥書 - 仏制比丘六物図 久安三年書写奥書 - 法華経釈文 仲算撰 3帖 - 理趣経 足利尊氏筆 - 中阿含経 巻第十四残巻（天平宝字三年九月九日高赤麻呂写） - 論語集解 巻第七 文永五年書写奥書 - 悉曇字母（飛雲紙金銀箔散料紙） - 随仏念誦要訣 淳祐筆 - 菩提荘厳陀羅尼・無垢浄光根本陀羅尼・一切如来心秘密全身宝篋陀羅尼・千手千眼陀羅尼・阿弥陀大真言 1巻 応徳三年勝覚書写 - 醍醐花見短籍 豊臣秀吉及一座各筆 1帖（131葉） | - 醍醐雑事記 紙背久寿二年具注暦及文書 - 醍醐雑事記 慶延記 15帖 - 醍醐根本僧正略伝 - 醍醐寺新要録 義演自筆本 22帖 - 東大寺要録 巻第一、二 仁治二年寛乗書写 - 本朝文粋 巻第六残巻 延慶元年禅兼書写 - 江談抄 建久九年成賢奥書 - 遊仙窟 康永三年宗算書写 - 性霊集 法助准后跋 10帖 - 弘法大師廿五箇条遺告 後醍醐天皇宸翰及延元三年弘真奥書（附:満済及源雅筆包紙2枚） - 義演准后日記 62冊 - 賢俊日記 2巻 - 満済准后日記 38冊 - 後宇多天皇宸翰御灌頂御諷誦 徳治二年 - 僧綱牒（延喜八年二月廿一日 聖宝、観賢等署判） - 東南院院主房起請（延喜七年二月十三日） |

典拠：2000年（平成12年）までの指定物件については、国宝・重要文化財大全 2000による。2001年（平成13年）以降の指定物件については個別に注記。
※三宝院唐門、三宝院表書院、三宝院殿堂、三宝院宝篋印塔、三宝院障壁画の国宝2件、重要文化財3件は宗教法人三宝院の所有であり、宗教法人醍醐寺が文化財保護法に基づく管理団体に指定されている。

### 特別名勝・特別史跡
- 醍醐寺三宝院庭園

### 国の史跡
- 醍醐寺境内 - 指定区域には栢杜遺跡（伏見区醍醐柏森町）を含む[34]。

### 京都府指定有形文化財
- 西大門
- 白山社
- 女人堂
- 水晶宝龕入木造阿弥陀如来立像（附 箱1合） - 2025年（令和7年）3月25日指定[35]。

### 近代以降に焼失した文化財
- （旧）五大堂（上醍醐） - 旧国宝建造物。1932年（昭和7年）4月3日、護摩の火が屋根に燃え移り焼失、1940年（昭和15年）再建。
- 経蔵（上醍醐） - 旧国宝建造物。1939年（昭和14年）8月29日、山火事が飛び火して焼失。
- 指定文化財ではないが、1968年（昭和43年）に再建された上醍醐の准胝堂は2008年（平成20年）8月24日、落雷による火災で焼失。今後の再建が検討されている[36]。

### その他指定・選定
- 境内は日本さくら名所100選選定

## 教育機関

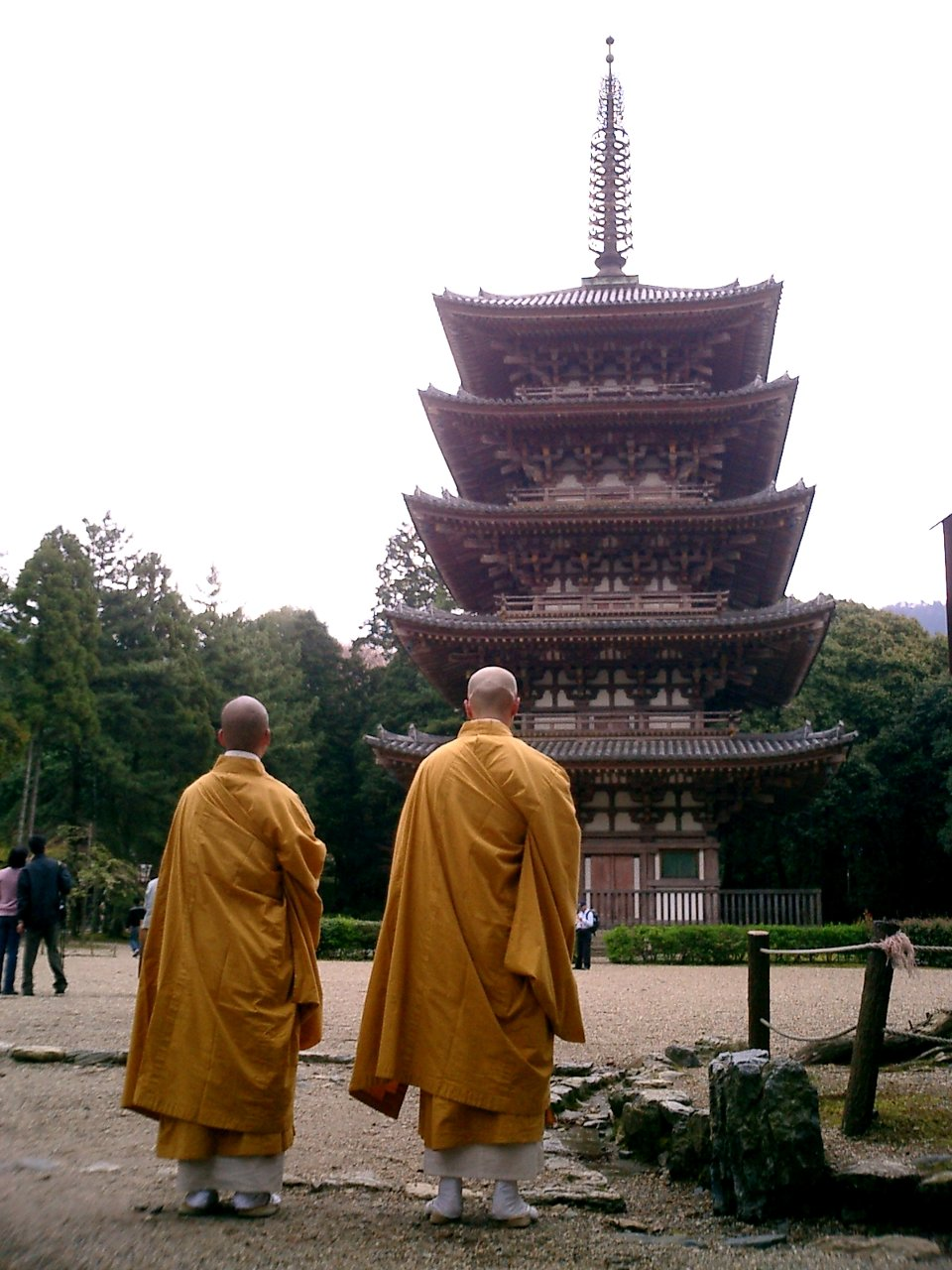
五重塔を拝む境内仏閣を巡拝中の僧侶。醍醐寺には仏道を学ぶ若い僧侶が多い。

- 醍醐山伝法学院
- 種智院大学（協同経営）
- 洛南高等学校・附属中学校（協同経営）

## 施設
- 醍醐寺文化財研究所
- 霊宝館

## 新宗教団体との関係
醍醐寺は戦後、真言宗醍醐派から独立した真言宗系新宗教である真如苑、解脱会等と現在でも密接な関係を持っている。
解脱会の創始者であった岡野聖憲は、醍醐寺三宝院で出家得度。死後、醍醐寺から「解脱金剛」の諡号が贈られている。解脱会は伊勢神宮・橿原神宮・泉涌寺を三聖地としているが、醍醐寺にも集団参拝を行っている。
真如苑の開祖であった伊藤真乗は、醍醐寺で恵印灌頂、伝法灌頂を畢めており、1966年（昭和41年）には大僧正位が贈られている。醍醐寺は1997年（平成9年）、真乗の興した密教法流「真如三昧耶流」を顕彰する「真如三昧耶堂」を境内に建立した。真如苑の法要には、醍醐派管長をはじめ、醍醐寺の僧侶が招待されることがある。
新明国上教会は不動明王を「新明国上心様」とし、「真言宗醍醐派修験道宿河原教会」（通称「宿河原不動尊」）となって真言宗醍醐派に所属していた。

## 前後の札所
西国三十三所
10 三室戸寺　-　11 醍醐寺（上醍醐・准胝堂）　-　12 岩間寺正法寺
真言宗十八本山
11 随心院　-　12 醍醐寺　-　13 宝山寺
近畿三十六不動尊霊場
22 北向山不動院　-　23 醍醐寺（上醍醐・五大堂）　-　24 岩屋寺
西国薬師四十九霊場
38 法界寺　-　39 醍醐寺　-　40 雲龍院
役行者霊跡札所
神仏霊場巡拝の道
125 平等院　-　126 醍醐寺　-　127 毘沙門堂

## 醍醐山国有林
裏山にあたる醍醐山に醍醐山国有林（面積118ヘクタール）がある。この林地は江戸時代まで醍醐寺の寺領だったが、明治初期の社寺上知令により官有地に編入された。その後、1947年（昭和22年）の「社寺等に無償で貸し付けてある国有財産の処分に関する法律」に基づき、旧境内地など約160haが醍醐寺に譲与された。その結果、醍醐山国有林は醍醐寺の境内地を取り囲む形になっている。なお、醍醐山国有林全域が醍醐寺境内の一部として、文化財保護法に基づく「史跡」に指定されている。

## 周辺
- 法界寺
- 日野誕生院
- 一言寺
- 萱尾神社
- 醍醐天皇後山科陵
- 随心院
- 佛光院
- 勧修寺

## 所在地
- 京都府京都市伏見区醍醐東大路町22

## アクセス
下醍醐の伽藍、上醍醐の入山それぞれに有料エリアがある。
下醍醐へは京阪バスによるアクセスが確保されている。2号経路を除きいずれも京阪バス山科営業所の管轄。
- JR東海道本線・湖西線、京都市営地下鉄東西線 山科駅より、京阪バス22・22A・24・24A号経路「醍醐寺前」下車すぐ。
- 京阪電気鉄道京津線 京阪山科駅より、京阪バス22・22A・24・24A号経路「醍醐寺前」下車すぐ。
- 京都市営地下鉄東西線 醍醐駅より、徒歩10分（パセオ・ダイゴロー東館2階から続く「緑道」経由）。または醍醐コミュニティバス4号路線「醍醐寺前」下車すぐ。
- 京阪宇治線、JR奈良線、京都市営地下鉄東西線 六地蔵駅より、京阪バス22・22A号経路「醍醐寺前」下車すぐ。
- JR東海道本線、近鉄京都線、京都市営地下鉄烏丸線 京都駅八条口より、京阪バス301号経路「醍醐寺」下車すぐ。
- 近鉄京都線・京都市営地下鉄烏丸線 竹田駅より京阪バス2号経路（この経路のみ洛南営業所による管轄）「醍醐寺前」下車すぐ。
- 京阪 三条駅より、京阪バス86号・86B号経路「醍醐寺前」下車すぐ。
- 京都市営地下鉄東西線 三条京阪駅より、京阪バス86号・86B号経路「醍醐寺前」下車すぐ。
- 阪急電鉄京都本線 京都河原町駅より、京阪バス86号・86B号経路「醍醐寺前」下車すぐ。
- 京阪 清水五条駅より、京阪バス86号・86B号経路「醍醐寺前」下車すぐ。

上醍醐へは下醍醐の女人堂から山道を徒歩で約1時間。
- かつては横嶺峠駐車場からの比較的楽なルートもあったが、現在は通行不可になっている。